# 曾於市
曾於市（日语：／ Soo shi */?）是位于日本鹿兒島縣東部城市，成立于2005年7月1日，由舊曾於郡的末吉町、財部町、大隅町合併而成。由於與接鄰的宮崎縣的都城市往來方便，因而被列入都城都市圈的範圍。
轄內的舊財部町和舊末吉町地區的電話區域號與其他鹿兒島縣的地區使用的099字頭不同，而是與宮崎縣和沖繩縣相同的098字頭，但舊大隅町地區則是使用鹿兒島縣使用的099字頭。

## 歷史
明治時代之前，曾於市的轄區分別隸屬日向國和大隅國，當時兩國的境界，就從現在的轄區內通過。

### 年表
- 1897年4月1日：實施町村制，現在的轄區分別屬於囎唹郡末吉村、岩川村、恒吉村、財部村、月野村、野方村。
- 1922年10月1日：末吉村改制為末吉町。
- 1926年4月1日：財部村改制為財部町。
- 1955年1月20日：岩川町、恒吉村、月野村合併為大隅町。
- 1955年4月1日：野方村被廢除，其中的荒股地區被併入大隅町。
- 1972年4月1日：囎唹郡改名為曾於郡。
- 2005年7月1日：大隅町、末吉町、財部町合併為曾於市。

| 1889年4月1日  | 1889年－1910年 | 1910年－1930年             | 1930年－1950年             | 1950年－1970年             | 1970年－1990年             | 1990年－現在              | 現在                      |
| ------------- | -------------- | -------------------------- | -------------------------- | -------------------------- | -------------------------- | ------------------------- | ------------------------- |
| 曾於郡 末吉村 | 曾於郡 末吉村  | 1922年10月1日 改制為末吉町 | 1922年10月1日 改制為末吉町 | 1922年10月1日 改制為末吉町 | 1922年10月1日 改制為末吉町 | 2005年7月1日 合併為曾於市 | 2005年7月1日 合併為曾於市 |
| 曾於郡 財部村 | 曾於郡 財部村  | 1926年4月1日 改制為財部町  | 1926年4月1日 改制為財部町  | 1926年4月1日 改制為財部町  | 1926年4月1日 改制為財部町  | 2005年7月1日 合併為曾於市 | 2005年7月1日 合併為曾於市 |
| 曾於郡 岩川村 | 曾於郡 岩川村  | 1924年4月1日 改制為岩川町  | 1924年4月1日 改制為岩川町  | 1955年1月20日 合併為大隅町 | 1955年1月20日 合併為大隅町 | 2005年7月1日 合併為曾於市 | 2005年7月1日 合併為曾於市 |
| 曾於郡 恒吉村 |                |                            |                            | 1955年1月20日 合併為大隅町 | 1955年1月20日 合併為大隅町 | 2005年7月1日 合併為曾於市 | 2005年7月1日 合併為曾於市 |
| 曾於郡 月野村 |                |                            |                            | 1955年1月20日 合併為大隅町 | 1955年1月20日 合併為大隅町 | 2005年7月1日 合併為曾於市 | 2005年7月1日 合併為曾於市 |
| 曾於郡 野方村 |                |                            |                            | 1955年1月20日 合併為大隅町 | 1955年1月20日 合併為大隅町 | 2005年7月1日 合併為曾於市 | 2005年7月1日 合併為曾於市 |
| 曾於郡 大崎町 |                |                            |                            |                            |                            |                           |                           |
| 曾於郡 大崎村 | 曾於郡 大崎村  | 曾於郡 大崎村              | 1936年10月1日 改制為大崎町 |                            |                            |                           |                           |

## 交通

### 鐵路
- 九州旅客鐵道
  - 日豐本線：財部車站 - 北俣車站 - 大隅大川原車站

過去曾有國鐵志布志線通過現在的轄區，但已於1987年停駛。
- 國鐵
  - 志布志線：末吉車站 - 岩北車站 - 岩川車站

### 道路
高速道路
- 東九州自動車道：大隅休息區 - 曾於彌五郎交流道 - 末吉財部交流道

## 教育

### 高等學校
- 鹿兒島縣立財部高等學校
- 鹿兒島縣立末吉高等學校
- 鹿兒島縣立岩川高等學校

## 本地出身之名人
- 山中貞則：前眾議院議員
- 吉井淳二：西洋畫家
- 北別府學：職業棒球選手
- 東國原英夫：宮崎縣知事、前藝人、生於舊末吉町，成長於宮崎縣都城市。
- 大園桃子：乃木坂46成員

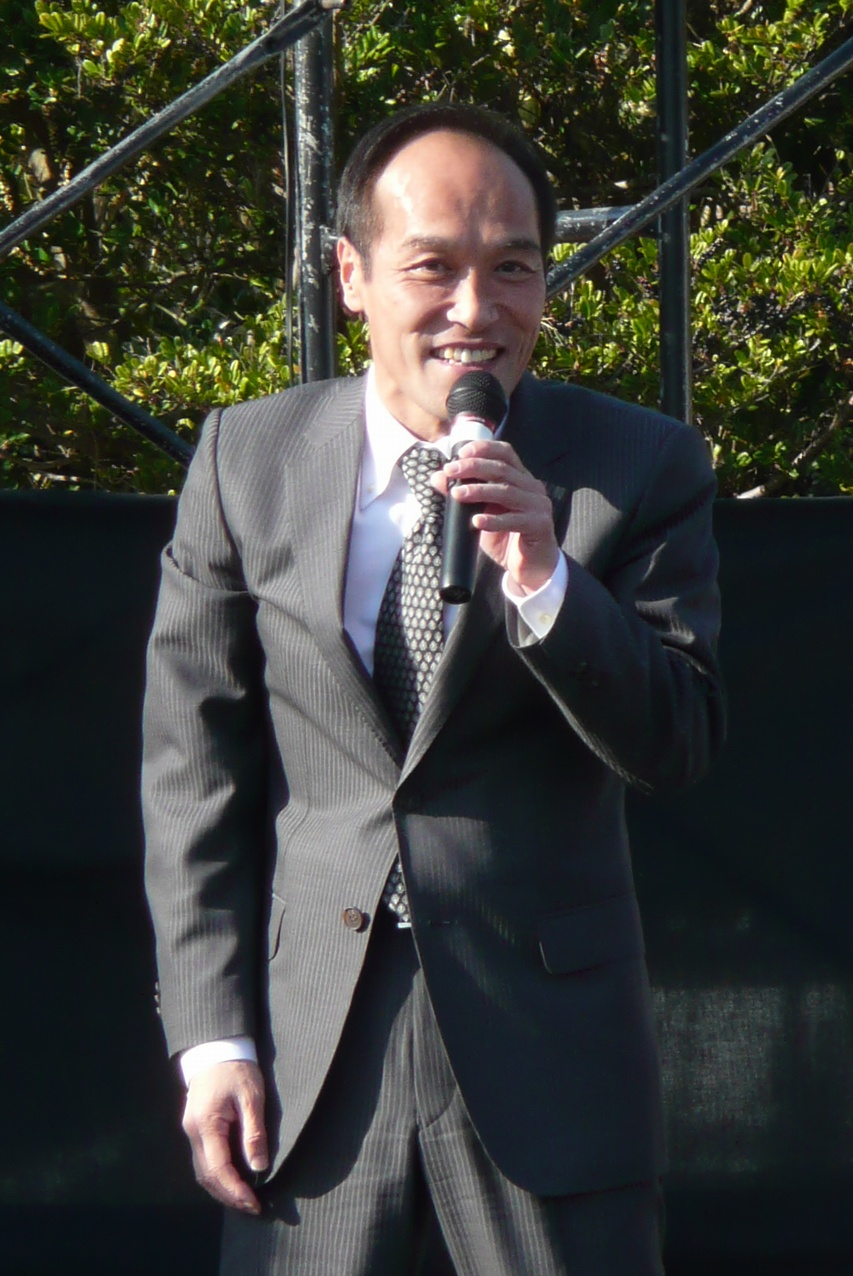
東國原英夫
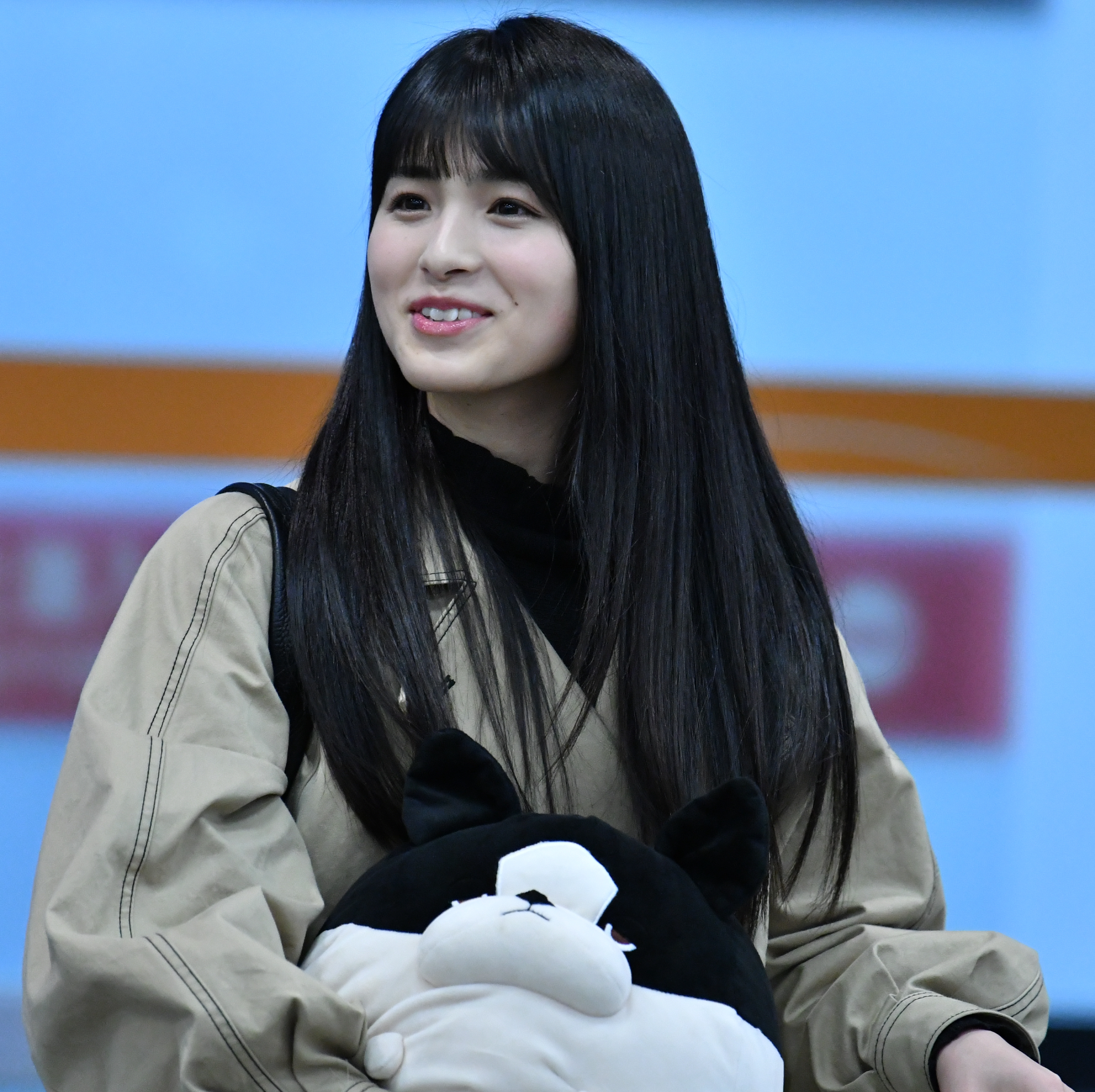
大園桃子

## 外部連結
- （日語） 官方网站
- （日語） 維客旅行上的曾於市 （页面存档备份，存于）
- （日語） 曾於北部合併協議會
- OpenStreetMap上有關曾於市的地理